# ハンナ・ヴァン・ビューレン
ハンナ・ヴァン・ビューレン（Hannah Van Buren、旧姓：ホーズ（Hoes）;1783年3月8日 - 1819年2月5日）は、アメリカ合衆国の第8代大統領マーティン・ヴァン・ビューレンの妻である。彼女は、マーティン・ヴァン・ビューレンが大統領に就任する前の1819年に亡くなった。彼は再婚することはなく、在任中に独身だった数少ない大統領の1人だった。ヴァン・ビューレンの任期中は、義理の娘アンジェリカがホワイトハウスのホステスとアメリカ合衆国のファーストレディを務めた。
1807年2月21日、ニューヨーク州キャッツキルにある花嫁の妹の家で、24歳のマーティンと23歳のハンナが結婚した。They had been childhood sweethearts and were first cousins once removed through his mother.

## 生涯
ハンナは、1883年にオランダ系アメリカ人のJohannes Dircksen Hoes（1753年–1789年）とMaria Quakenbush（1754年–1852年）の下に生まれた。地元のキンダーフックの学校でmaster Vrouw Langeに教わった。マーティンと同じように、彼女はオランダ系アメリカ人の家庭で育ち、明確なオランダ語訛りが決して無くならなかった。
夫婦の子女は以下の通り。
- エイブラハム・ヴァン・ビューレン（英語版）（1807年–1873年）
- ジョン・ヴァン・ビューレン（英語版）（1810年–1866年）
- マーティン "マット"・ヴァン・ビューレン・ジュニア（1812–1855） – 父の秘書。後に父の回想録を編集した。
- ウィンフィールド・スコット・ヴァン・ビューレン（1814年、同年死去）
- スミス・トンプソン・ヴァン・ビューレン（1817年–1876年） – 父の秘書。後にen:Papers of Martin Van Burenを編集した。2番目の妻がワシントン・アーヴィングの姪だった。

12年間の結婚生活の後、彼女は結核にかかり、1819年2月5日に35歳で亡くなった。